# بورلی تاد
بورلی تود (انگلیسی: Beverly Todd؛ زادهٔ ۱۱ ژوئیهٔ ۱۹۴۶) هنرپیشه، فیلم‌نامه‌نویس و تهیه‌کننده اهل ایالات متحده آمریکا است. وی از سال ۱۹۶۸ میلادی تاکنون مشغول فعالیت بوده‌است.